# Anton Mindlin
Anton Vitaljevitsj Mindlin (Chabarovsk, 9 juli 1985) is een Russisch wielrenner.

## Belangrijkste overwinningen
2003
- Europees kampioen Ploegenachtervolging (Baan), Junioren (met Nikolaj Troesov, Vladimir Isaitchev en Michail Ignatiev)
- Wereldkampioen Ploegenachtervolging (Baan), Junioren (met Nikolaj Troesov, Kirill Demura en Michail Ignatiev)

Broett · 
Ignatjev ·
Kazakov · 
Klimov · 
Krestjaninov · 
Mindlin ·     
Rovny · 
Serov · 
Sjtsjekoenov ·
Tinkov · 
Troesov · 
Tsjernetski
Aggiano · 
Broett · 
Commesso ·
Contrini ·
Hamilton · 
Hondo (tot 30/04) · 
Ignatjev ·
Jaksche (tot 30/06) ·
Kiryjenka · 
Klimov · 
Marzoli · 
Mindlin · 
Petrov ·    
Rovny · 
Serov · 
Serrano ·  
Troesov · 
Tsjernetski ·
Weigold ·
Bisolti (stagiair) ·
Gottfried (stagiair) ·
Riccio (stagiair)   
Bernucci · Caddeo (stagiair) · Carriero · Cavalli · Ciccarese · Dotti · Falzarano · Fanelli · Kvatsjoek · Matvjejev · Mindlin · Perez (1984) · Jesús Perez (1981) · Pryshchepa · Sjtsjebelin · Sinicinas · Spadi · Szeghalmi · Wurf